# Mornay-sur-Allier
Mornay-sur-Allier est une commune française située dans le département du Cher en région Centre-Val de Loire.

## Géographie
Mornay-sur-Allier se trouve aux confins des trois départements du Cher, de la Nièvre et de l'Allier, et est bordée par la rivière du même nom.

### Climat
Pour des articles plus généraux, voir Climat du Centre-Val de Loire et Climat du Cher.
En 2010, le climat de la commune est de type climat océanique dégradé des plaines du Centre et du Nord, selon une étude du CNRS s'appuyant sur une série de données couvrant la période 1971-2000. En 2020, Météo-France publie une typologie des climats de la France métropolitaine dans laquelle la commune est exposée à un climat océanique altéré et est dans la région climatique  Centre et contreforts nord du Massif Central, caractérisée par un air sec en été et un bon ensoleillement. 
Pour la période 1971-2000, la température annuelle moyenne est de 11,3 °C, avec une amplitude thermique annuelle de 15,7 °C. Le cumul annuel moyen de précipitations est de 788 mm, avec 11,9 jours de précipitations en janvier et 7,7 jours en juillet. Pour la période 1991-2020, la température moyenne annuelle observée sur la station météorologique la plus proche, située sur la commune de Sancoins à 8 km à vol d'oiseau, est de 11,7 °C et le cumul annuel moyen de précipitations est de 800,9 mm,. Pour l'avenir, les paramètres climatiques de la commune estimés pour 2050 selon différents scénarios d'émission de gaz à effet de serre sont consultables sur un site dédié publié par Météo-France en novembre 2022.

## Urbanisme

### Typologie
Au 1er janvier 2024, Mornay-sur-Allier est catégorisée commune rurale à habitat dispersé, selon la nouvelle grille communale de densité à 7 niveaux définie par l'Insee en 2022.
Elle est située hors unité urbaine. Par ailleurs la commune fait partie de l'aire d'attraction de Nevers, dont elle est une commune de la couronne,. Cette aire, qui regroupe 93 communes, est catégorisée dans les aires de 50 000 à moins de 200 000 habitants,.

### Occupation des sols
L'occupation des sols de la commune, telle qu'elle ressort de la base de données européenne d’occupation biophysique des sols Corine Land Cover (CLC), est marquée par l'importance des territoires agricoles (70,7 % en 2018), en diminution par rapport à 1990 (75,4 %). La répartition détaillée en 2018 est la suivante : 
prairies (69,4 %), forêts (21 %), eaux continentales (3,6 %), zones urbanisées (3,1 %), milieux à végétation arbustive et/ou herbacée (1,4 %), zones agricoles hétérogènes (1,3 %).
L'évolution de l’occupation des sols de la commune et de ses infrastructures peut être observée sur les différentes représentations cartographiques du territoire : la carte de Cassini (XVIIIe siècle), la carte d'état-major (1820-1866) et les cartes ou photos aériennes de l'IGN pour la période actuelle (1950 à aujourd'hui).

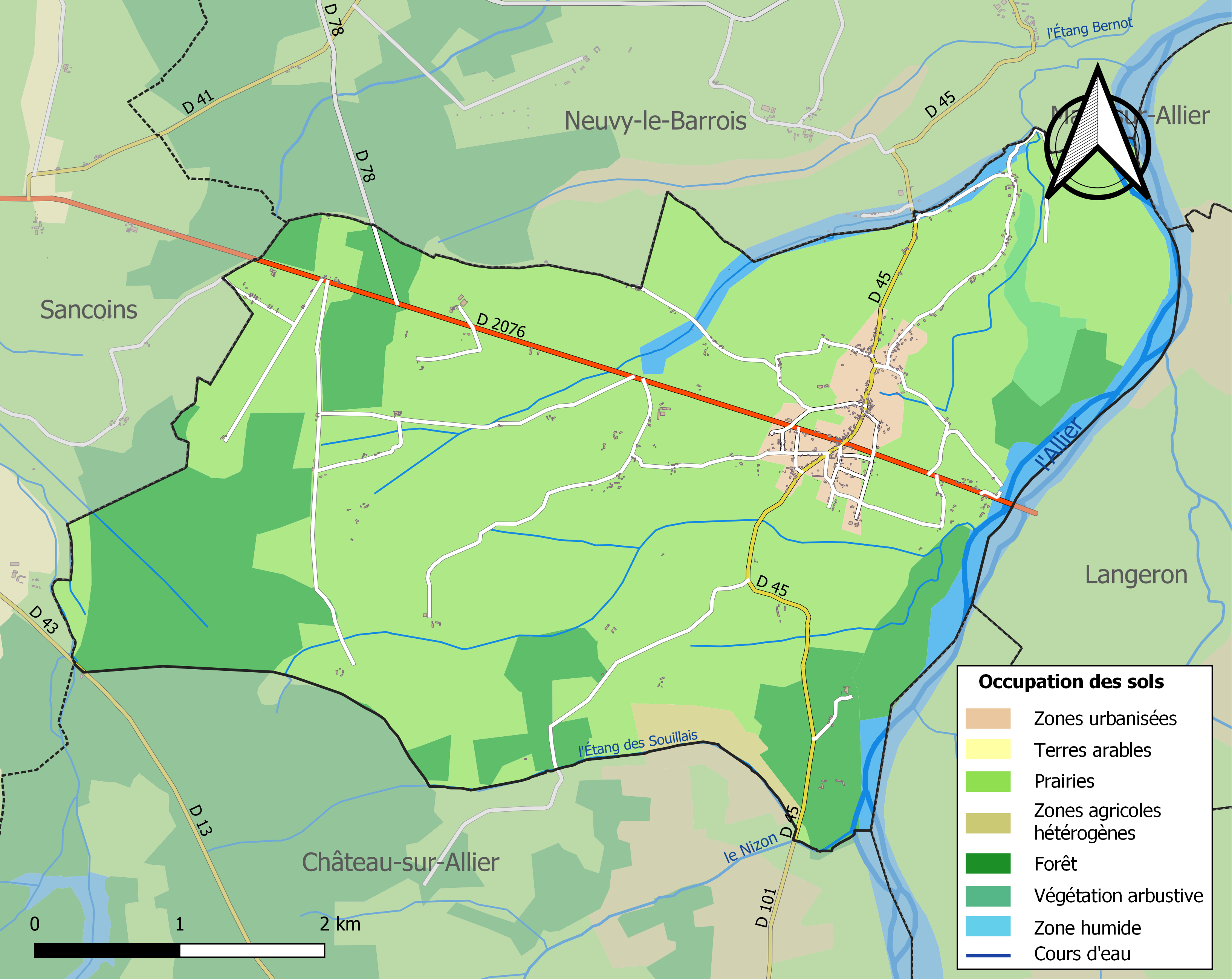
Carte des infrastructures et de l'occupation des sols de la commune en 2018 (CLC).

### Risques majeurs
Le territoire de la commune de Mornay-sur-Allier est vulnérable à différents aléas naturels : météorologiques (tempête, orage, neige, grand froid, canicule ou sécheresse), inondations, mouvements de terrains et séisme (sismicité faible). Il est également exposé à un risque technologique,  le transport de matières dangereuses. Un site publié par le BRGM permet d'évaluer simplement et rapidement les risques d'un bien localisé soit par son adresse soit par le numéro de sa parcelle.

#### Risques naturels
Certaines parties du territoire communal sont susceptibles d’être affectées par le risque d’inondation par débordement de cours d'eau, notamment l'Allier. La commune a été reconnue en état de catastrophe naturelle au titre des dommages causés par les inondations et coulées de boue survenues en 1982 et 1999,.

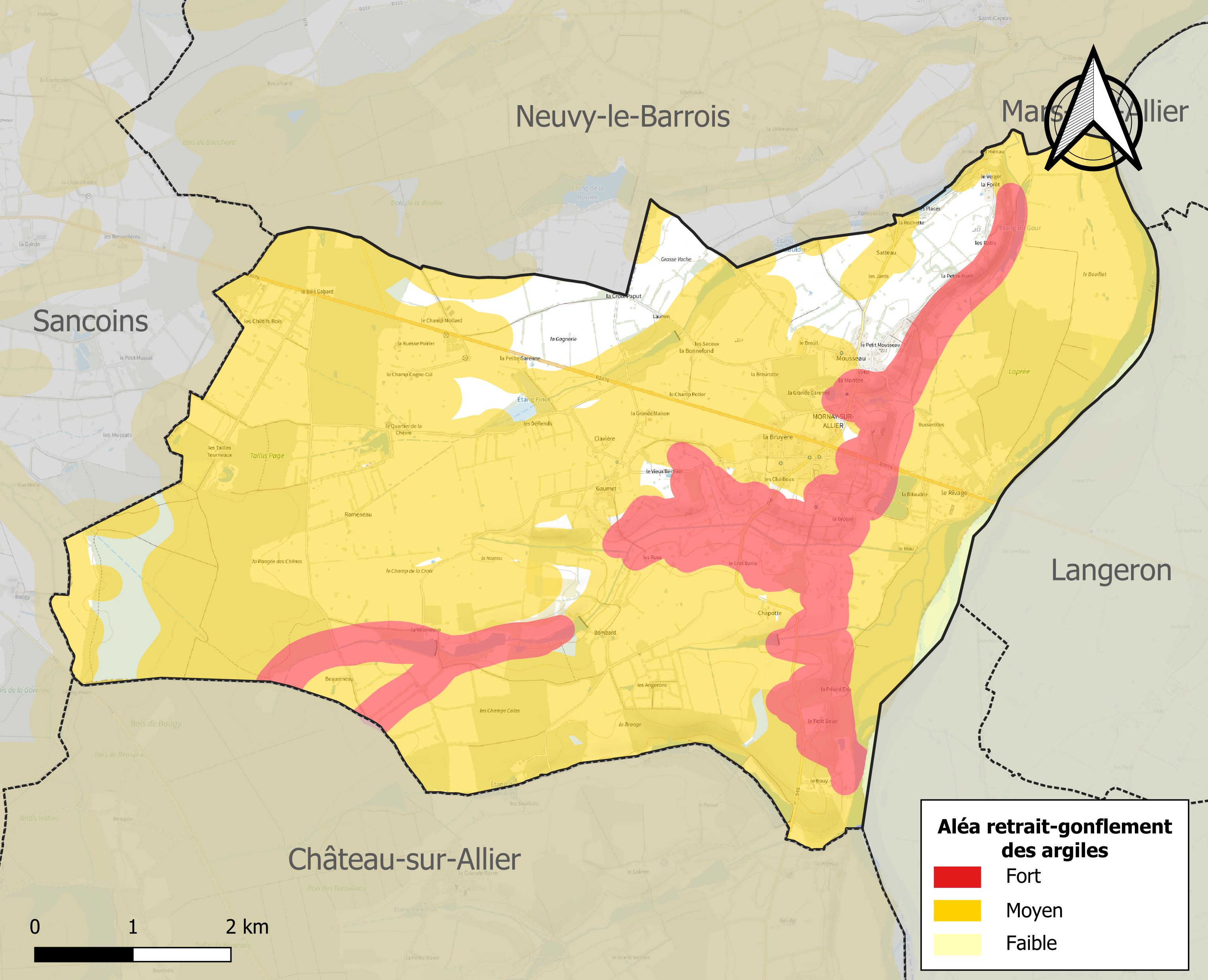
Carte des zones d'aléa retrait-gonflement des sols argileux de Mornay-sur-Allier.

La commune est vulnérable au risque de mouvements de terrains constitué principalement du retrait-gonflement des sols argileux. Cet aléa est susceptible d'engendrer des dommages importants aux bâtiments en cas d’alternance de périodes de sécheresse et de pluie. 89,6 % de la superficie communale est en aléa moyen ou fort (90 % au niveau départemental et 48,5 % au niveau national). Sur les 298 bâtiments dénombrés sur la commune en 2019, 249 sont en aléa moyen ou fort, soit 84 %, à comparer aux 83 % au niveau départemental et 54 % au niveau national. Une cartographie de l'exposition du territoire national au retrait gonflement des sols argileux est disponible sur le site du BRGM,.
Concernant les mouvements de terrains, la commune a été reconnue en état de catastrophe naturelle au titre des dommages causés par la sécheresse en 2018, 2019 et 2020 et par des mouvements de terrain en 1999.

#### Risques technologiques
Le risque de transport de matières dangereuses sur la commune est lié à sa traversée par des infrastructures routières ou ferroviaires importantes ou la présence d'une canalisation de transport d'hydrocarbures. Un accident se produisant sur de telles infrastructures est en effet susceptible d’avoir des effets graves au bâti ou aux personnes jusqu’à 350 m, selon la nature du matériau transporté. Des dispositions d’urbanisme peuvent être préconisées en conséquence.

## Histoire

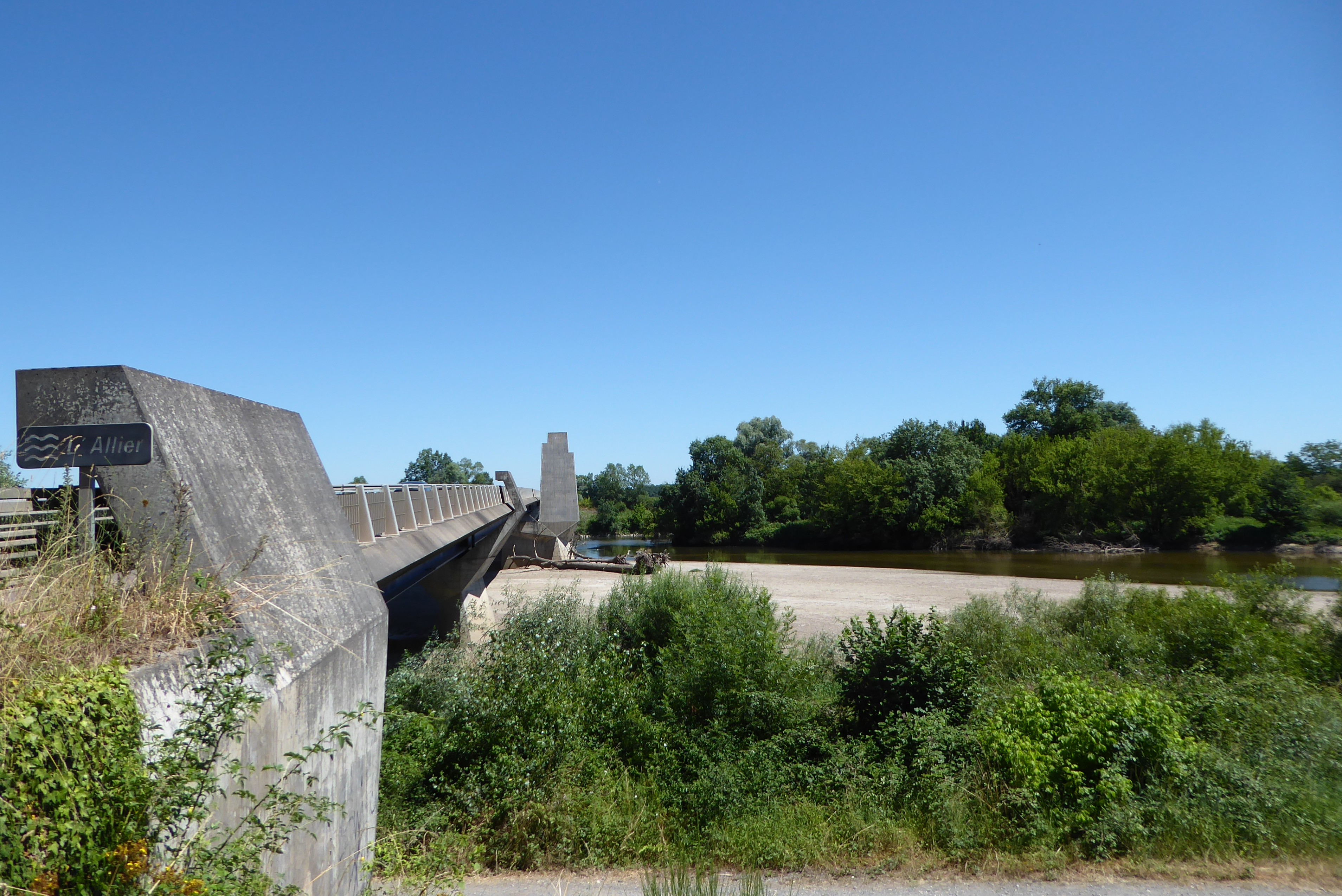
Pont sur l'Allier au sud-est de Mornay.

Pendant l'Antiquité, la région est dominée par le peuple gaulois des Bituriges Cubi.
Après avoir appartenu aux ducs de Berry, Mornay passa sous domination des ducs de Bourbon lorsque ceux-ci étendirent leurs possessions sur la majeure partie de l'actuel arrondissement de Saint-Amand-Montrond.
La ligne de démarcation en France durant la Seconde Guerre mondiale passait par le pont de Mornay sur l'Allier.

## Politique et administration
| Période                                  | Période  | Identité        | Étiquette | Qualité                                |
| ---------------------------------------- | -------- | --------------- | --------- | -------------------------------------- |
| Les données manquantes sont à compléter. |          |                 |           |                                        |
| 1983                                     | 1989     | Bernard Lecoin  |           |                                        |
| 1989                                     | 1995     | Jean Henkler    |           |                                        |
| 1995                                     | 2014     | Bernard Lecoin  |           |                                        |
| mars 2014                                | mai 2020 | Isabelle Perez  |           | Professeure du secondaire et technique |
| mai 2020                                 | En cours | Isabelle Pèrez, |           | Ancienne employée                      |

## Démographie
L'évolution du nombre d'habitants est connue à travers les recensements de la population effectués dans la commune depuis 1793. Pour les communes de moins de 10 000 habitants, une enquête de recensement portant sur toute la population est réalisée tous les cinq ans, les populations de référence des années intermédiaires étant quant à elles estimées par interpolation ou extrapolation. Pour la commune, le premier recensement exhaustif entrant dans le cadre du nouveau dispositif a été réalisé en 2006.

En 2022, la commune comptait 417 habitants, en évolution de −2,57 % par rapport à 2016 (Cher : −2,48 %, France hors Mayotte : +2,11 %).
| 1793 | 1800 | 1806 | 1821 | 1831 | 1836 | 1841 | 1846 | 1851 |
| ---- | ---- | ---- | ---- | ---- | ---- | ---- | ---- | ---- |
| 701  | 727  | 796  | 787  | 847  | 812  | 770  | 790  | 834  |

| 1856 | 1861 | 1866 | 1872 | 1876 | 1881  | 1886 | 1891 | 1896 |
| ---- | ---- | ---- | ---- | ---- | ----- | ---- | ---- | ---- |
| 811  | 861  | 939  | 945  | 975  | 1 021 | 990  | 960  | 909  |

| 1901 | 1906 | 1911 | 1921 | 1926 | 1931 | 1936 | 1946 | 1954 |
| ---- | ---- | ---- | ---- | ---- | ---- | ---- | ---- | ---- |
| 863  | 831  | 797  | 688  | 648  | 594  | 596  | 559  | 496  |

| 1962 | 1968 | 1975 | 1982 | 1990 | 1999 | 2006 | 2011 | 2016 |
| ---- | ---- | ---- | ---- | ---- | ---- | ---- | ---- | ---- |
| 451  | 438  | 403  | 394  | 407  | 440  | 458  | 431  | 428  |

| 2021 | 2022 | - | - | - | - | - | - | - |
| ---- | ---- | - | - | - | - | - | - | - |
| 422  | 417  | - | - | - | - | - | - | - |

## Culture locale et patrimoine

### Lieux et monuments
- Église Saint-Paixent, datant de la fin XIIe s. 1880. Église Saint-Symphorien jusqu'en 1792. En 1161, Bernard de Saint-Saulge, évêque de Nevers énumère cette église comme dépendant de son diocèse et appartenant à l'abbaye de Saint-Martin d'Autun[24]. En 1164, le pape Alexandre III, alors réfugié en France, confirme par une bulle la propriété de cette église au bénéfice de l'abbaye[25].

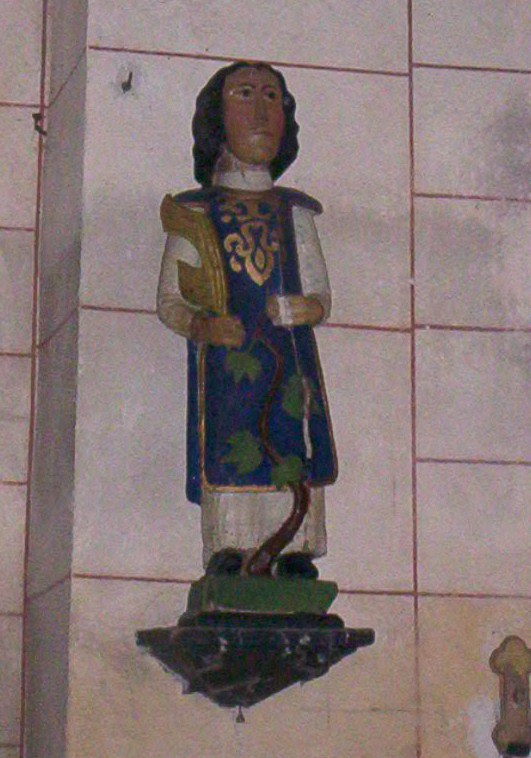
Saint Vincent dans l'église de Mornay-sur-Allier.
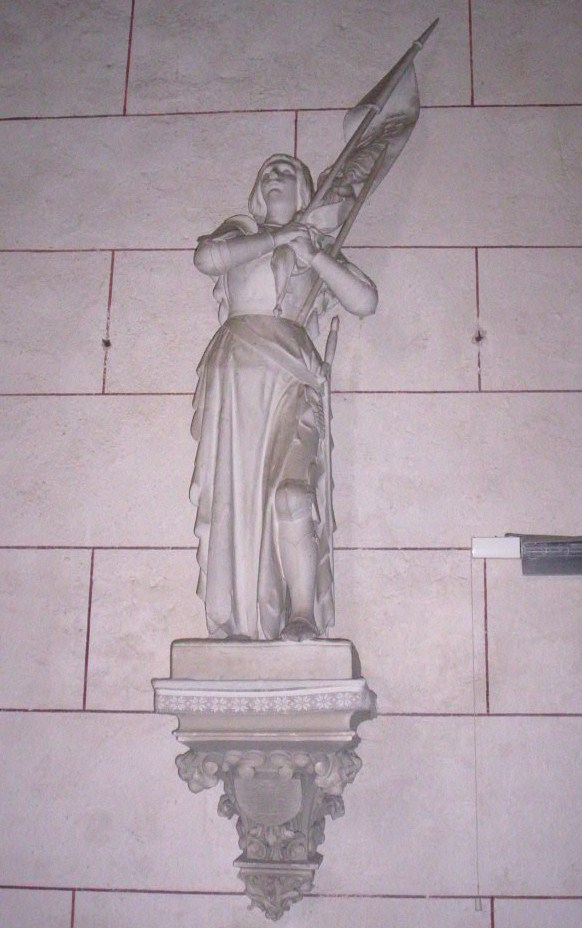
Jeanne d'Arc dans l'église de Mornay-sur-Allier.
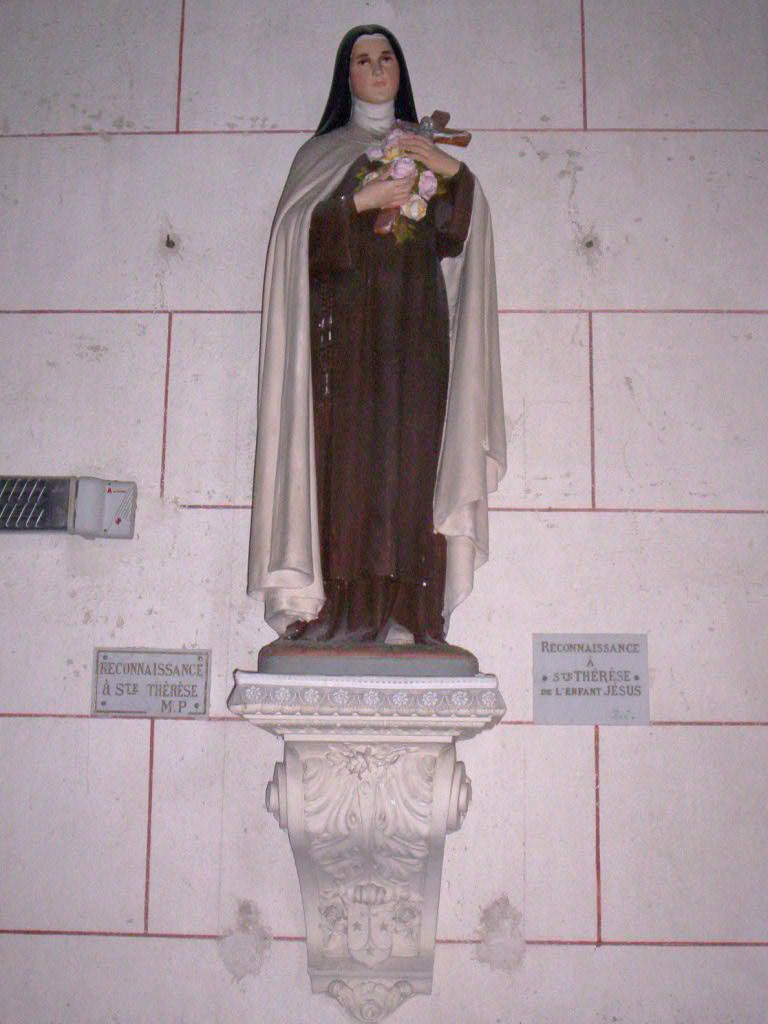
Sainte Thérèse de l'enfant Jésus dans l'église de Mornay-sur-Allier.

### Personnalités liées à la commune

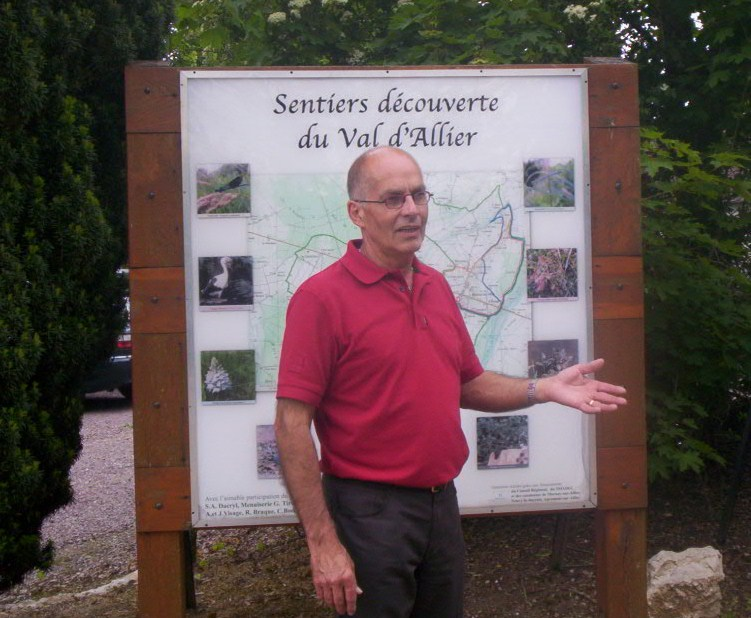
Bernard Lecoin, ancien maire de Mornay-sur-Allier

- Jeanne d'Arc est passée à Mornay-sur-Allier lorsqu'elle se rendit à Chinon entre 1428 et 1429.